# Schadeberg (Diesdorf)
Schadeberg ist ein Ortsteil des Fleckens Diesdorf im Altmarkkreis Salzwedel in Sachsen-Anhalt.

## Geographie
Das Dorf Schadeberg liegt vier Kilometer nordwestlich von Diesdorf zwischen den Diesdorfer Ortsteilen Dülseberg und Schadewohl in der Altmark. Nördlich von Schadeberg fließt die Salzwedeler Dumme, ein linker Nebenfluss der Jeetze.
Die Landesgrenze zu Niedersachsen verläuft westlich, das Landschaftsschutzgebiet Salzwedel-Diesdorf liegt östlich des Dorfes.

## Geschichte

### Entstehung
Am 20. Juli 1950 entstand die Gemeinde Schadeberg durch den Zusammenschluss der bisherigen Gemeinden Dülseberg und Schadewohl im Landkreis Salzwedel. Am 25. Juli 1952 wurde Schadeberg dem Kreis Salzwedel zugeordnet. Nach 1950 entstand das Dorf Schadeberg aus der ehemaligen Ziegelei, Molkerei und dem damaligen Haltepunkt Höddelsen-Reddigau, dem späteren Bahnhof Schadeberg.
Im Jahre 1955 wurde in Schadeberg die erste Landwirtschaftliche Produktionsgenossenschaft Typ III „Morgenröte“ gegründet.
Der Bahnhof Schadeberg lag südlich des Ortes an der Bahnstrecke Salzwedel–Diesdorf, einer eingleisigen Nebenbahn, die ab 1900 von den Salzwedeler Kleinbahnen erbaut und zum 1. April 1997 stillgelegt wurde. Im Jahr 2004 wurden die Gleise entfernt.

### Eingemeindungen
Am 1. November 1992 wurde die Gemeinde Schadeberg in die Gemeinde Flecken Diesdorf eingemeindet. Seitdem ist Schadeberg ein Ortsteil von Diesdorf.

### Einwohnerentwicklung
| Jahr | Einwohner |
| ---- | --------- |
| 1964 | 382       |
| 1971 | 329       |
| 1981 | 272       |
| 1993 | 214       |
| 2015 | [0]034    |

| Jahr | Einwohner |
| ---- | --------- |
| 2018 | [0]33     |
| 2020 | [0]31     |
| 2021 | [0]33     |
| 2022 | [0]33     |
| 2023 | [0]33     |

Quelle, wenn nichts angegeben, bis 1993

## Kultur und Sehenswürdigkeiten
- In Schadeberg steht ein Wohngebäude unter Denkmalschutz.